# Кроуновский курганный комплекс
Кроуно́вский курганный комплекс — погребальные захоронения, состоящие из пяти курганов и двух буддийских храмов — кумирен, расположенные в долине реки Кроуновки (Чапигоу), в 3-4 км юго-восточнее села Кроуновки Уссурийского городского округа Приморского края России.

## Описание
Кроуновский курганный комплекс открыт Дальневосточной археологической экспедицией, руководимой академиком А. П. Окладниковым, в 1956 году. В 1958—1960 годах экспедицией под руководством Э. В. Шавкунова были проведены археологические раскопки пяти курганов и двух буддийских храмов. Принадлежность курганов к бохайской культуре Э. В. Шавкунов доказывал по керамической посуде мохэского и бохайского типов, обнаруженной в кургане № 2 и № 5, а также косвенным путём — через материалы кумирен, в которых обнаружен комплекс бохайских диагностирующих артефактов. Вывод исследователя о принадлежности погребений бохайской культуре выдержал проверку временем.

### Сопка Амфитеатр

#### Курган № 1
Находится на восточном склоне сопки Амфитеатр, в полукилометре к северо-западу от Абрикосовой сопки. Размеры кургана 17×20 м. Сложен из базальтовых камней, специально подработанных для более плотного скрепления между собой. Под насыпью, на уровне материка устроена оградка из воткнутых торцом базальтовых плит, внутри которой находится захоронение без могильной ямы. Захоронение подвергнуто кремированию, но на стороне, а останки погребены под курганом. В захоронении обнаружен железный нож — однозначной культурной диагностике не поддаётся. Курган сопки Амфитеатр возможно был связан с абрикосовским или копытинским кумирнями. Курган датирован VIII веком и отнесён к бохайской культуре.

### Сопка Абрикосовая
Сопка расположена на левом берегу реки Кроуновки в 3—4 км юго-восточнее одноимённого села, почти напротив сопки Копыто. Курганы обнаружены на гребне западного склона сопки.

#### Курган № 2
Курган размерами 5,8×5,5×1 м представляет собой насыпь, состоящую из мелких и крупных базальтовых камней, покрытую дёрном и небольшим кустарником. Под дерновым слоем по всей площади кургана обнаружены мелкие кусочки костей. На уровне материкового слоя устроена оградка из базальтовых плит. Могильной ямы под насыпью нет. Не обнаружены и следы погребального костра. Находки представлены лепной керамикой бохайского происхождения, бусами из песчаника, пасты, халцедона, сердолика, яшмы. Памятник датирован VIII веком.

#### Курган № 3
Курган представляет собой по форме и составу подобие кургана № 2: насыпь из базальтовых камней, базальтовая оградка без могильной ямы и следов погребального костра, присутствие небольшого количества мелкой костяной крошки. От материка насыпь отделяет небольшая прослойка грунта. Погребальные находки отсутствуют. Курган сильно повреждён грабителями. Диагностирован по кургану № 2 и отнесён также к бохайской культуре. По утверждению Э. В. Шавкунова курганы являлись захоронениями знатных людей и связаны с абрикосовской кумирней.

#### Абрикосовская кумирня
Абрикосовская кумирня (Синшаньсы) расположена на северном пологом склоне Абрикосовской сопки. Была обследована Э. В. Шавкуновым в 1960 году. Храм представляет собой квадратное в плане здание колоннадного типа размерами 7×7 м. Здание построено на платформе из суглинка, покрыто двухъярусной черепичной крышей, имеет центральный вход с северо-востока, ориентировано углами по сторонам света. По всему периметру кумирня укреплена тёсаными базальтовыми плитами. Собранные артефакты представлены: керамическими фрагментами изображений Будды, объёмными изображениями драконов — чивэнями, круговой керамикой танского стиля, кровельной черепицей, отличающейся по технологии от копытинской, плоской черепицей, впервые встреченной в Приморье. Было отмечено отсутствие мохэской керамики. Памятник отнесён к бохайской культуре и датирован IX веком.

### Сопка Мечта
Сопка расположена в 300 м южнее сопки Абрикосовой.

#### Курган № 4
Курган № 4 размерами Ø15×0,8—1 м обнаружен на восточном склоне сопки. Форма кургана круглая или квадратная — точно не определяется. Отсыпан базальтовым камнем разных размеров. Под насыпью обнаружены остатки оградки — врытые торцом камни. В захоронении материальных артефактов и костных останков не обнаружено, предположительно вследствие основательного разграбления. Временна́я и культурная диагностика кургана при отсутствии археологических находок не представляется возможной. Не установлена также связь с поселенческими и культовыми объектами.

### Сопка Копыто
Находится на правом берегу реки Кроуновки напротив устья её левого притока речки Павлиновки (Янцзыгоу). Северо-восточный склон сопки пологий и плавно соединяется с долиной.

#### Курган № 5
Курган располагается у восточного подножья сопки. Форма кургана круглая диаметром 12 м, высотой 1,4 м; отсыпан базальтовым камнем разных размеров, сверху покрыт дёрном и мелким кустарником. На границе с материковой частью обнаружена красно-бурая глина, из чего можно предположить, что останки покойника клали на поверхность земли и сверху сооружали насыпь. В захоронении найдены фрагменты лепной керамики, половинка железного тесла, железный наконечник стрелы, железная пряжка трапециевидной формы с язычком, песчаниковый выпрямитель стрел с желобком и мелкая костяная крошка. Курган повреждён и частично разграблен. Э. В. Шавкунов предположил, что здесь также применялся метод стороннего трупосожжения и погребён был представитель бохайской знати.

#### Копытинская кумирня
Копытинская кумирня (Матишань) расположена на вершине сопки Копыто. Обследовалась археологом Э. В. Шавкуновым в 1958—1959 и 1993—1995 годах. Храм представляет собой почти квадратное в плане здание колоннадного типа, на каменном фундаменте, ориентированное стенами по сторонам света. Имеет размеры 6×5 м, два входа с севера и с юга, покрыт черепичной крышей. Западная и южная стороны имеют природную защиту — крутые склоны сопки, с северной и восточной сторон кумирня защищена стеной (или валом). Артефакты представлены кровельной черепицей, лепной керамикой. Памятник отнесён к бохайской культуре и датирован VIII веком.